# Killswitch Engage
Killswitch Engage est un groupe américain de metalcore, originaire de Westfield, dans le Massachusetts. Précurseur du genre de par son ancienneté, le style musical du groupe possède également des influences de death metal mélodique. Formé après la dissolution des groupes Overcast et Aftershock en 1999, Killswitch Engage est composé du chanteur Jesse Leach, du bassiste Mike D'Antonio, des guitaristes Joel Stroetzel et Adam Dutkiewicz, et du batteur Justin Foley. Le groupe signe un contrat avec le label Roadrunner Records, et compte, en 2022, un total de huit albums studio et un DVD.
Killswitch Engage est connu grâce à leur album sorti en 2004, The End of Heartache, qui atteint la 21e place Billboard 200, et est certifié d'or en décembre 2007 pour plus de 500 000 ventes aux États-Unis. La chanson The End of Heartache est nommée aux Grammy en 2005, et un DVD live intitulé (Set This) World Ablaze est sorti en 2005. Killswitch Engage participe à de nombreux festivals comme Wacken Open Air, Reading and Leeds Festivals, Ozzfest, Download Festival, Rock on the Range, Mayhem Festival, Greenfield Festival et Soundwave. Le groupe fait paraître son cinquième album studio, Killswitch Engage, le 30 juin 2009. Le dernier album studio en date s'intitule Disarm the Descent, paru le 2 avril 2013, soit le premier depuis le retour de Jesse Leach. En 2016, le groupe publie un nouvel album intitulé Incarnate. Beaucoup plus tard, le groupe sort l'labum  This Consequence.

## Histoire

### Débuts et premier album (1999–2001)
Killswitch Engage se forme par deux groupes de metalcore, Overcast et Aftershock pendant la fin des années 1990. À la suite de la dissolution d'Overcast en 1998, le bassiste Mike D'Antonio se joint au guitariste d'Aftershock Adam Dutkiewicz. Dutkiewicz engage le guitariste Joel Stroetzel d'Aftershock, et le chanteur Jesse Leach du groupe Nothing Stays Gold pour former un nouveau groupe, Killswitch Engage. Le nom du groupe s'inspire d'un épisode de X-Files : Aux frontières du réel originellement intitulé Kill Switch, écrit par William Gibson. En 1999, Killswitch Engage enregistre une cassette démo contenant quatre pistes, dont Soilborn, le premier titre de Killswitch Engage. La cassette démo est commercialisée lors de la première soirée du groupe, en compagnie du groupe death metal mélodique In Flames en novembre 1999,. Le groupe commercialise son premier album homonyme l'année suivante. À l'origine, l'album n'atteint pas un franc succès et encore moins les classements musicaux, mais il attire Carl Severson, un ancien employé de Roadrunner Records à cette époque. Severson présente Killswitch Engage à de nombreux représentants de chez Roadrunner.

### Alive or Just Breathing(2001–2004)

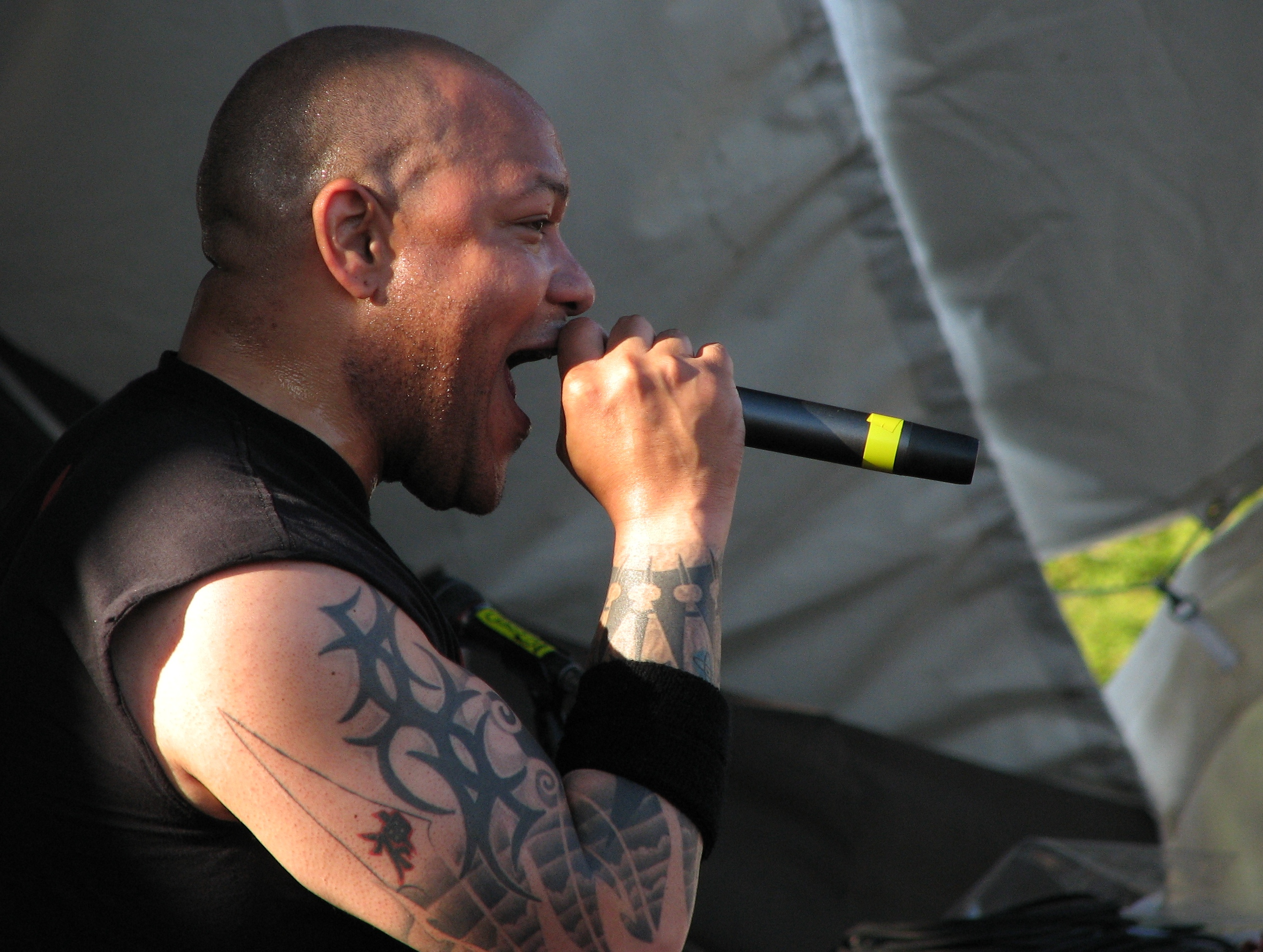
Howard Jones fut le second chanteur de Killswitch Engage à la suite du départ du premier chanteur Jesse Leach.

Pendant une brève période en 2000 et en 2001, l'ancien guitariste d'Overcast, Pete Cortese, se joint à Killswitch Engage, mais quitte le groupe en 2001 alors qu'il devient papa. Killswitch Engage commence l'écriture de son second album en novembre 2001. Mixé en janvier aux Backstage Studios par le producteur Andy Sneap, l'album s'intitule Alive or Just Breathing pour les paroles de la chanson Just Barely Breathing. Un vidéoclip du single My Last Serenade popularise le groupe, et l'album atteint la 37e place du Top Heatseekers.
Dutkiewicz joue désormais de la guitare et l'ancien batteur d'Aftershock, Tom Gomes, occupe le rôle vacant de batteur. Leach, marié le 20 avril 2002, et souffre de dépression lors d'une tournée avec le groupe. Leach quitte le groupe peu de temps avant que ce dernier ne monte sur scène et leur envoie un courriel leur expliquant qu'il devait partir. D'Antonio explique lors d'une entre vue : « après trois ans de complicité, et puis l'avoir considéré comme un frère, il a juste envoyé un e-mail, comme ça... » Le groupe décide à la hâte de se chercher un chanteur remplaçant et trouve Howard Jones du groupe Blood Has Been Shed. Jones n'appréciait pas la sonorité du groupe la première fois qu'il l'a entendue. Il commente : « J'étais genre 'heu', j'étais dans le hardcore et le dirty metal, et Killswitch avait une sonorité plus clean. Mais plus je l'écoutais, plus je réalisais qu'il y avait de vraies bonnes chansons là-dedans. » Philip Labonte du groupe All That Remains s'essaye au chant, mais n'est pas accepté contrairement à Jones, car il devait mémoriser sept chansons pour le festival Hellfest en 2002.
La nouvelle line-up joue au Road Rage au Royaume-Uni et aux Pays-Bas en 2002 aux côtés de 36 Crazyfists et Five Pointe O. La tournée continue jusqu'au jour de l'an, et en 2003 la première chanson présentant Jones, When Darkness Falls, apparaît dans la liste des pistes du film d'horreur Freddy contre Jason. À la suite du Ozzfest de 2003, le batteur Gomes quitte le groupe, souhaitant passer plus de temps avec son épouse, de se focaliser sur son groupe Something of a Silhouette, et du fait qu'il était fatigué des tournées. Il est remplacé par Justin Foley de Blood Has Been Shed, et sa première tournée avec le groupe se déroule au Headbangers Ball de MTV2 en 2003,.

### The End of Heartache(2004–2006)
The End of Heartache est commercialisé le 11 mai 2004 et atteint la 21e place sur le Billboard 200 avec 38 000 exemplaires vendus pendant sa première semaine, et atteint également la 39e place sur le classement d'album australien après une tournée australienne avec Anthrax. L'album continue ses ventes avec plus de 500 000 exemplaires aux États-Unis, et est certifié d'or le 7 décembre 2007. L'album est positivement accueilli par les critiques, avec Jon Caramanica de Rolling Stone appelant l'album une « collection stupéfiante, conservant beaucoup de leur signature brutale musicale ». Ed Rivaria de AllMusic a fait la remarque « des riffs sur des riffs sont empilés extrêmement haut dans chaque nombre qui suit, ce sont les changements rythmiques imprévisibles construit et qui ensuite délivre la pression interne qui ravitaille le Killswitch Engage la source de pouvoir. »
The End of Heartache devient le principal single de Resident Evil: Apocalypse, et en 2005 le titre est nommé dans la catégorie « Best Metal Performance » à la 47e édition des Grammy Awards. Fin de l'année 2004, The End of Heartache est paraît de nouveau sorti comme un album d'édition spéciale, avec un deuxième disque représentant des lives divers, une chanson bonus japonaise et une version re-enregistrée de Irreversal. Le 22 novembre 2005, le DVD live (Set This) World Ablaze est commercialisé, contenant un concert live au Palladium dans Worcester, au Massachusetts, un documentaire durant une heures, et tous les clips de Killswitch Engage. Le DVD est certifié disque d'or aux États-Unis le 8 avril 2006, pour 500 000 ventes.

### As Daylight Dies(2006–2008)
Killswitch Engage créa la chanson This Fire Burns pour le catcheur de la WWE Randy Orton mais il ne l'utilisa qu'une seule fois. CM Punk eut cette chanson comme thème d'entrée depuis son arrivée à la WWE le 26 juin 2006 jusqu'au 17 juillet 2011, pour son "dernier" match au sein de la fédération et dans sa ville natale, Chicago (kayfabe). Elle fut également la musique du pay per view du WWE Judgment Day en 2006. Killswitch Engage joue au Reading and Leeds Festivals en août 2006, ayant déjà joué des concerts en Australie sans Dutkiewicz, qui souffrait de problème de dos et avait besoin de chirurgie corrective. Le 23 mai 2006, la chanson This Fire Burns est sortie sur le WWE Wreckless Intent Album. La chanson est choisie pour être la nouvelle chanson de thème pour la superstar, Randy Orton ; cependant elle est abandonnée, et devient plus tard la chanson de thème pour le paiement à la carte de 2006 du WWE Judgment Day. This Fire Burns est utilisée comme le thème d'entrée pour la superstar de WWE Raw, CM Punk, et est plus tard réédité comme This Fire dans le As Daylight Dies Special Edition.
Enregistré en trois mois, As Daylight Dies est commercialisé le 21 novembre 2006, et atteint la 32e place sur le Billboard Top 200 Albums avec 60 000 ventes en sa première semaine. Il entre aussi à la 29e place aux classements musicaux australiens. Mixé par Dutkiewicz, l'album est positivement accueilli. Thom Jurek de AllMusic le nomme comme « candidat sûr de metal au Top Five pour 2006. » Le collaborateur de Decibel Magazine, Nick Terry, explique que « dire que le titre As Daylight Dies provoquerait une dépendance serait une sous-estimation. Qu'il surpasse son prédécesseur déjà assez impressionnant pourrait presque aller de soi. » À partir du 27 novembre 2007, As Daylight Dies est vendu à plus de 500 000 exemplaires aux États-Unis.
Le premier single de l'album My Curse obtient la 21e place au classement Hot Mainstream Rock, et apparaît dans le jeu vidéo Guitar Hero III et également dans le jeu Burnout Paradise. Le single The Arms of Sorrow atteint la 31e place du même classement. La reprise du titre Holy Diver du groupe de heavy metal Dio atteint la 12e place au Mainstream Rock Tracks chart,. En début d'année 2007, le groupe doit annuler trois de ses concerts de la tournée européenne avec The Haunted en raison des problèmes de dos de Dutkiewicz. Il est remplacé en tournée par le guitariste Soilwork, Peter Wichers. Killswitch Engage participe au No Fear Tour en 2007, et est parmi les groupes principaux avec DragonForce, Chimaira, et He Is Legend. Dutkiewicz récupère de son problème de dos ; il peut finir la tournée, et le groupe commence à filmer le 2e single de l'album : The Arms of Sorrow.
Killswitch Engage participe au Download Festival 2007 avec Iron Maiden, Evanescence, Lamb of God, Linkin Park, Slayer, et Marilyn Manson. Le groupe joue également au Bamboozle 2007 et au Warped Tour. Le 6 août 2007, Dutkiewicz est forcé de quitter le Warped Tour pour se remettre de son problème de dos et continuer la physiothérapie quotidienne. Il est remplacé par le guitariste technicien du groupe Josh Mihlek, jusqu'à son retour le 14 août 2007. Killswitch Engage participe au Soundwave Festival en Australie pendant février et mars 2008, en étant également un des groupes principaux du Metal Stage avec As I Lay Dying, Shadows Fall et Bleeding Through. Le groupe joue également au Wacken Open Air Festival 2008 en Allemagne, qui est le plus grand festival de heavy metal dans le monde. Ils ont joué avec des groupes comme Iron Maiden, Children of Bodom, Carcass, At the Gates, Exodus, Kreator, Opeth, Unearth et As I Lay Dying.

### Album Eponyme (2007-2011)

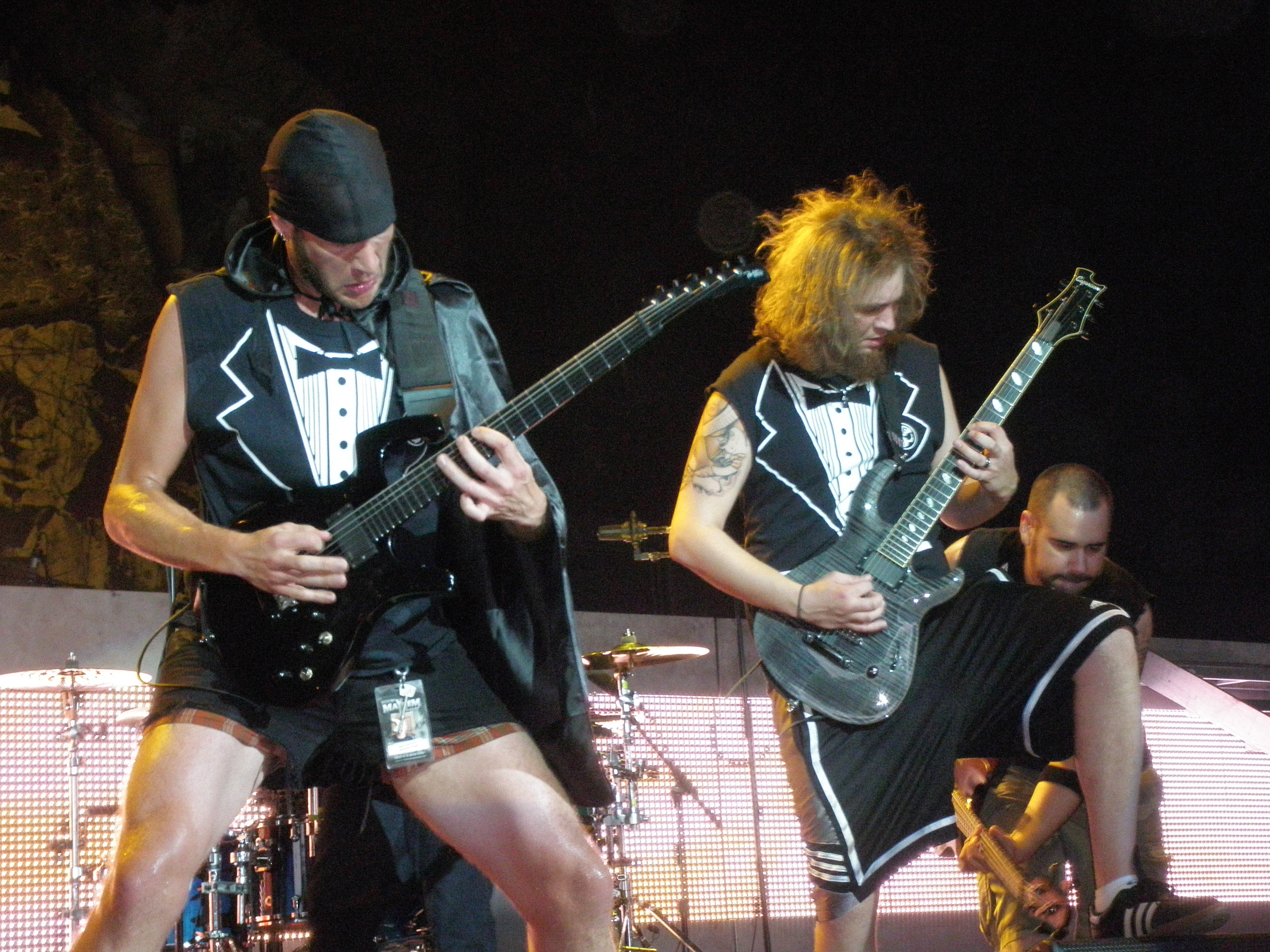
Adam Dutkiewicz (à gauche) et Joel Stroetzel (à droite), en live au Mayhem Fest, 2009.

Le groupe fait une tournée avec Disturbed en prend part au Music as a Weapon, puis part jouer au Rockstar Mayhem Festival avec Slayer, Marilyn Manson, et Bullet for My Valentine. Le groupe joue également au Download Festival 2009 avec des groupes comme Faith No More, Slipknot, Def Leppard et Korn. Le groupe entre au studio en octobre 2008 pour commencer à enregistrer leur album suivant avec Dutkiewicz et Brendan O'Brien le coproducteur (une première pour le groupe). À la mi-février, le bassiste Mike D'Antonio a confirmé dans une interview avec Metal Hammer que « la batterie est finie » et qu'il avait « fini les derniers petits trucs à la basse. » Il déclare également qu'Howard Jones, qui est à Atlanta, finissait le chant et que « cela ne devrait être plus trop long maintenant. » Le 14 avril, le groupe annonce le nom de leur album comme Killswitch Engage, la deuxième fois que le groupe auto-intitule le nom de leur album. Le groupe commence aussi à jouer une nouvelle chanson appelée A Light In a Darkened World en tournée.
Le 22 juin 2009, le nouvel album devient disponible en streaming sur la page de Myspace du groupe. À sa sortie, Killswitch Engage entre à la 7e place du Billboard 200, marquant la meilleure performance du groupe. En mars 2010, le vocaliste Howard Jones quitte soudainement le groupe en pleine tournée pour des raisons personnelles. À la suite de ce départ, le chanteur originel, Jesse Leach, remontera sur scène avec le combo à plusieurs reprises. En mai 2010 Howard fera son retour avec le groupe. Le 24 mai, une vidéo de la chanson Save Me est mise en ligne.

### Disarm the Descent(2011–2014)
Dans une entrevue avec Gun Shy Assassin, Mike D'Antonio déclare que le groupe est actuellement en studio pour un sixième album studio. Antonio déclare : « actuellement, tout le monde écrit individuellement des démos pour l'enregistrement du nouveau Killswitch Engage. Il n'y a encore aucune date de sortie, mais je suppose qu'il sortira en 2012. » Adam Dutkiewicz déclare sur la page Facebook du groupe en disant « YO ! c'est Adam D ! Nous sommes sur le point de commencer à écrire notre nouvel album. Merci à tous nos fans pour leurs patience. » Le 1er décembre 2011, Mike D'Antonio Posté que Killswitch Engage doit entrer en studio autour de février/mars 2012 pour enregistrer leur sixième album prévue en été 2012. Il déclare également que le groupe avait fait huit démos pour le nouvel album.
Le 4 janvier 2012, le groupe annonce via son site officiel, le départ d'Howard Jones du groupe après neuf ans de carrière ensemble. Le groupe ne révèle aucun motif de cette décision par respect pour Howard, il remercie le groupe pour ses neuf ans avec eux, ainsi que les fans pour leur soutien, le groupe cherchera un nouveau chanteur. Le 6 janvier 2012, Howard publie une déclaration sur la page Facebook et le site officiel du groupe afin d'expliquer sa décision de quitter Killswitch Engage, il inclut qu'il recensait une perte d'enthousiasme pour l'écriture des chansons et des tournées. Il remercie également les autres membres de Killswitch Engage et les fans pour les nombreuses expériences avec le groupe. Peu après l'annonce du départ de Howard, les rumeurs arrivent, Phil Labonte (chanteur du groupe All That Remains) prendrait officiellement le poste de chanteur en raison de ses antécédents avec le groupe, bien que Labonte ait rapidement démenti la rumeur. La recherche du nouveau chanteur s’arrête en février, le groupe annonçant que Jesse Leach reprend son rôle de chanteur originel du groupe, comme le groupe sentait l'énergie que dégageait Jesse, ainsi que son confort global sur les chants il semblait normal qu'il revienne au sein du groupe. Depuis le retour de Leach, le groupe continue l'enregistrement de leur nouvel album et partirent en tournée. Le 22 avril 2012, le groupe donne des concerts au New England Metal et au Hardcore Fest.
Le 20 juin 2012, la démo d'une nouvelle chanson intitulée No End in Sight est diffusée sur YouTube. Peu après la diffusion de la chanson sur YouTube, les vidéos mises en ligne sont effacées en raison de droits d'auteurs et les vidéos ont été rapidement supprimées. Plus tard, le groupe participa au Trespass Amérique Festival[réf. nécessaire] de Metal Hammer mettant en vedette Five Finger Death Punch, Emmure, Pop Evil, Trivium et Battlecross. Le groupe joue No End in Sight en direct, confirmant le titre de la chanson. Peu après la confirmation de l'album, la chanson est diffusée publiquement à nouveau. Dans une entrevue avec 97,9 WGRD à Grand Rapids au Michigan, interrogé sur le prochain album. Jesse Leach répond : « Nous devrions terminer à l'automne prochain notre nouvel album, j'ai encore 14 chansons à terminer, donc j'ai du travail. » En octobre 2012, Killswitch Engage annonce la sortie d'un nouvel album célébrant ses dix ans de carrière intitulé Alive or Just Breathing, en plus d'une tournée aux États-Unis en novembre. D'autres groupes originaires du Massachusetts viennent, à ce moment, les encourager dont Shadows Fall et Acaro.
Le nouvel album Disarm the Descent est commercialisé le 1er avril 2013 au Royaume-Uni. L'album débute 15e au classement musical britannique, et 17e au Billboard top 200. Le premier single, In Due Time, est commercialisé le 5 février 2013. L'album est positivement accueilli par les critiques. Killswitch Engage annoncent sur leur page Facebook le 1er novembre 2014 avoir commencé à écrire un nouvel album[réf. nécessaire].

### DeIncarnateàThe Signal Fire(2015–2023)

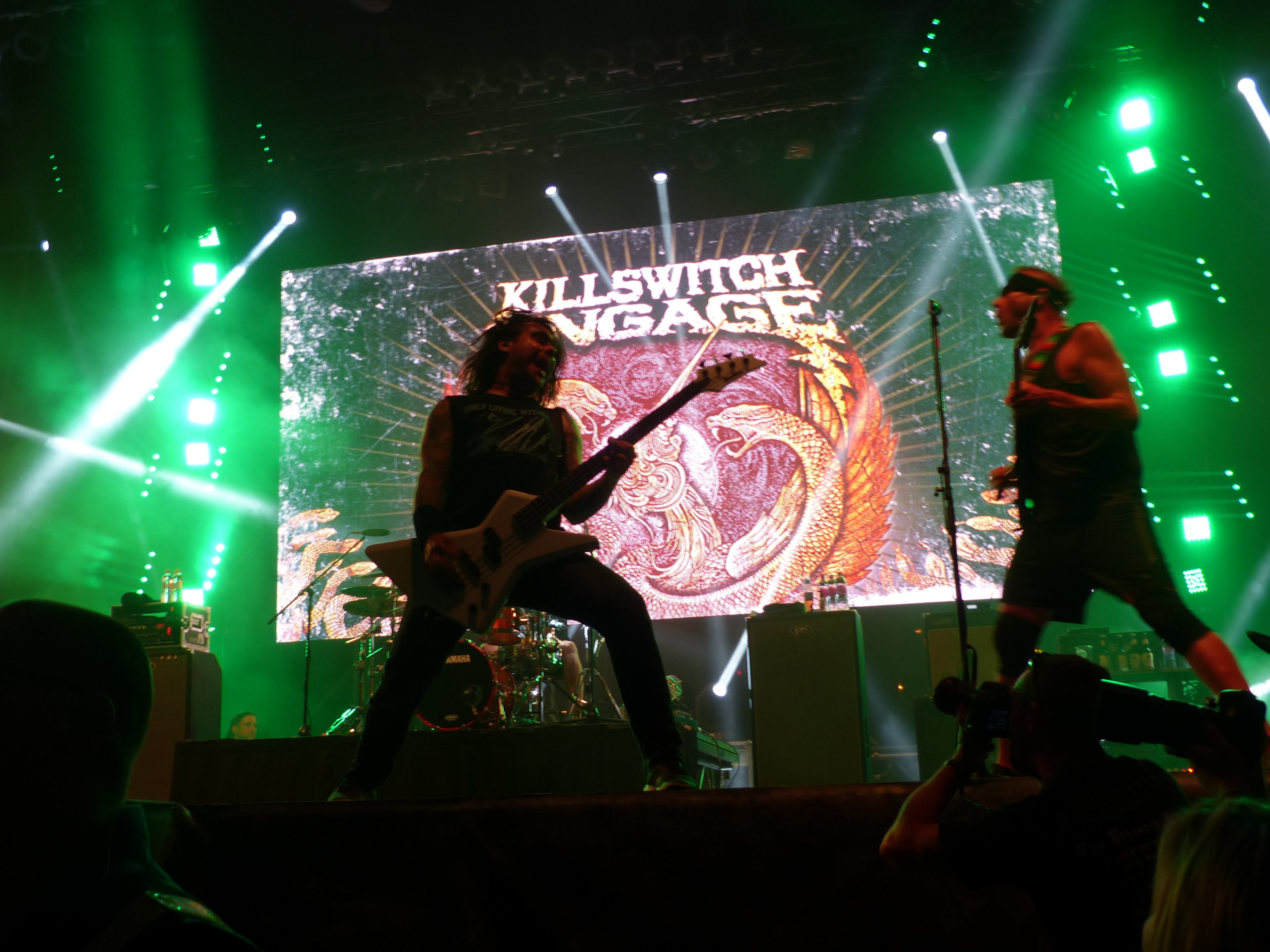
Killswitch Engage sur scène à Budapest.

Jesse Leach annonce une nouvelle démo du groupe « dans les mois à venir. » Le 25 février 2015, le groupe publie un extrait de 40 secondes d'un nouveau single intitulé Loyalty. La chanson apparait dans Catch the Throne: The Mixtape Volume 2 en soutien à la série télévisée Game of Thrones. La mixtape fait aussi participer des groupes comme Anthrax et artistes comme Snoop Dogg. Le 30 mars 2015, Mike D'Antonio explique que les démos sont terminées et qu'ils vont pouvoir enregistrer leur nouvel album. Killswitch Engage prend part à une tournée d'été en juillet 2015, ouvrant pour Rise Against. Le 10 décembre 2015, le groupe publie une nouvelle chanson intitulée Strength of the Mind au magazine Revolver. Le groupe entame également une mini-tournée spéciale noël sur la côte est américaine avec Unearth, Act of Defiance, et 68.
Le 16 décembre 2015, le septième album est annoncé pour le 11 mars 2016 sous le titre Incarnate. Ils tourneront en soutien de l'album avec Memphis May Fire et 36 Crazyfists. Le 27 septembre 2016, Leach révèle que le groupe publiera un documentaire. Le 30 août 2017, le groupe annonce sur sa page Instagram être en train de faire une démo pour son huitième album studio à venir. 
En avril 2018, il est révélé que leur ancien chanteur Howard Jones apparaîtra sur leur nouvel album en interprétant un duo avec Jesse Leach au cours d'une chanson qui a été révélée être intitulée The Signal Fire. Le groupe annule sa tournée du 26 avril au 5 mai 2018 en raison de la nécessité pour le chanteur Jesse Leach de se faire opérer des cordes vocales. 
Le 15 juillet 2021, le groupe annonce la diffusion d'un live stream le 6 août dans lequel le groupe interprétera son premier album et son dernier album, Atonement, dans leur intégralité au Worcester Palladium. Le live stream est enregistré et publié sous forme d'album live le 3 juin 2022, intitulé Live at the Palladium.

### This Consequence(depuis 2024)
En octobre 2024, le groupe s'associe au magazine Revolver pour sortir un magazine de luxe en édition collector qui retrace les 25 ans d'histoire du groupe. En novembre 2024, le groupe sort le single Forever Aligned et confirme la sortie de son neuvième album studio, intitulé This Consequence, le 21 février 2025,.
En janvier 2025, le groupe sort le single I Believe, et le 21 février, le groupe sort officiellement This Consequence. L'album est accueilli par des critiques mitigées à favorables.

## Membres

### Membres actuels
- Jesse Leach – chant (1999-2001 ; depuis 2012)
- Joel Stroetzel – guitare (depuis 1999)
- Adam Dutkiewicz – guitare, chant, percussions (depuis 2002)
- Mike D'Antonio – basse (depuis 1999)
- Justin Foley – batterie (depuis 2003)

### Anciens membres
- Howard Jones – chant (2002-2012)
- Tom Gomes – batterie (2002-2003)

## Discographie

### Vidéo
Le groupe participe à la bande originale du film Resident Evil 2. Il figure aussi sur la bande-son des jeux vidéo Guitar Hero III: Legends of Rock, Burnout Paradise, Burnout Dominator et Sleeping Dogs avec la chanson My Curse ainsi que dans Madden NFL 10 avec la chanson Reckoning. La chanson My Curse est aussi disponible en téléchargement pour le jeu Rock Band. La chanson My Curse est utilisé pour God of War III[réf. nécessaire].
Les premiers clips de Killswitch Engage coïncident avec l'arrivée d'Howard Jones à la tête du groupe, cependant certaines vidéos mettent en scène Jesse Leach. En 2011, le groupe recense douze clips[réf. nécessaire].